# Achterdijk (Utrecht)
Achterdijk is een buurtschap in de gemeente Vijfheerenlanden, gelegen langs de gelijknamige dijk. De buurtschap is een vorm van lintbebouwing langs de Achterdijksche Wetering, en strekt zich uit vlak bij de Lang Nieuwlandsche Achterwetering. De buurtschap ligt ten zuiden van de kern Nieuwland, ook in gemeente Vijfheerenlanden, ten zuiden van Leerbroek en ten westen van Leerdam. Langs Achterdijk loopt een spoorweg, en het dichtstbijzijndste station ligt in Leerdam.
Steden: Ameide · Leerdam · Vianen      Dorpen: Everdingen · Hagestein · Hei- en Boeicop · Hoef en Haag · Kedichem · Leerbroek · Lexmond · Meerkerk · Nieuwland · Schoonrewoerd · Tienhoven aan de Lek · Zijderveld
Buurtschappen: Achterdijk · Achthoven · Broek · Diefdijk (Vijfheerenlanden) · Diefdijk (Vijfheerenlanden en West Betuwe) · Geer · Helsdingen · Hoogeind · Hoogewaard · Kortenhoeven · Kortgerecht · Lakerveld · Middelkoop · Loosdorp · Oosterwijk · Ossenwaard · Overboeicop · Overheicop · Sluis · Tienhoven (Everdingen) · Weverwijk
Utrecht: Steden en dorpen in Utrecht      Nederland: Provincies · Gemeenten